# Dieksee (Schiff, 1983)
Die Dieksee ist ein Fahrgastschiff, das auf Seen in der Holsteinischen Schweiz genutzt wird.

## Geschichte
Die Dieksee ist bei der 5-Seen-Fahrt und Kellersee-Fahrt GmbH im Einsatz, die ihren Sitz in Malente-Gremsmühlen hat. Der Name Dieksee wurde dort schon früher vergeben; bis etwa 1984 war die alte Dieksee in der Holsteinischen Schweiz im Einsatz. Sie wurde dann nach Lübeck verkauft und durch die neue Dieksee ersetzt. Diese wurde 1983 bei Staack in Lübeck-Herrenwyk gebaut. Das Schiff ist laut Dieter Schubert 26,7 Meter lang und 5,1 Meter breit, hat einen Tiefgang von 1,16 Metern und eine Zulassung für die Beförderung von 250 Fahrgästen. Die Dieksee ist nach Schubert mit einer 84-kW-Maschine ausgestattet. Im Jahr 2000 war die Dieksee das größte und jüngste Schiff in der Flotte des Unternehmens, das außerdem die Malente, die Grünau und die Gremsmühlen für die sogenannte 5-Seen-Fahrt und die Luise auf dem Kellersee einsetzte.
Obwohl die Schiffe Malente, Grünau und Dieksee auf den ersten Blick sehr identisch sind, ist doch die längere Dieksee einfach zu erkennen: Sie hat vor dem Einstieg 5 Seitenfenster, während die Malente und die Grünau nur 4 Fenster haben. 
Die 5-Seen-Fahrt führt auf einer ungefähr 12 Kilometer langen Strecke über den Dieksee, den Langensee, den Behlersee, den Höftsee und den Edebergsee. Dabei werden die Anlegestellen Malente-Gremsmühlen, Niederkleveez, Timmdorf und Plön-Fegetasche bedient.